# グレープ・コテルニコフ

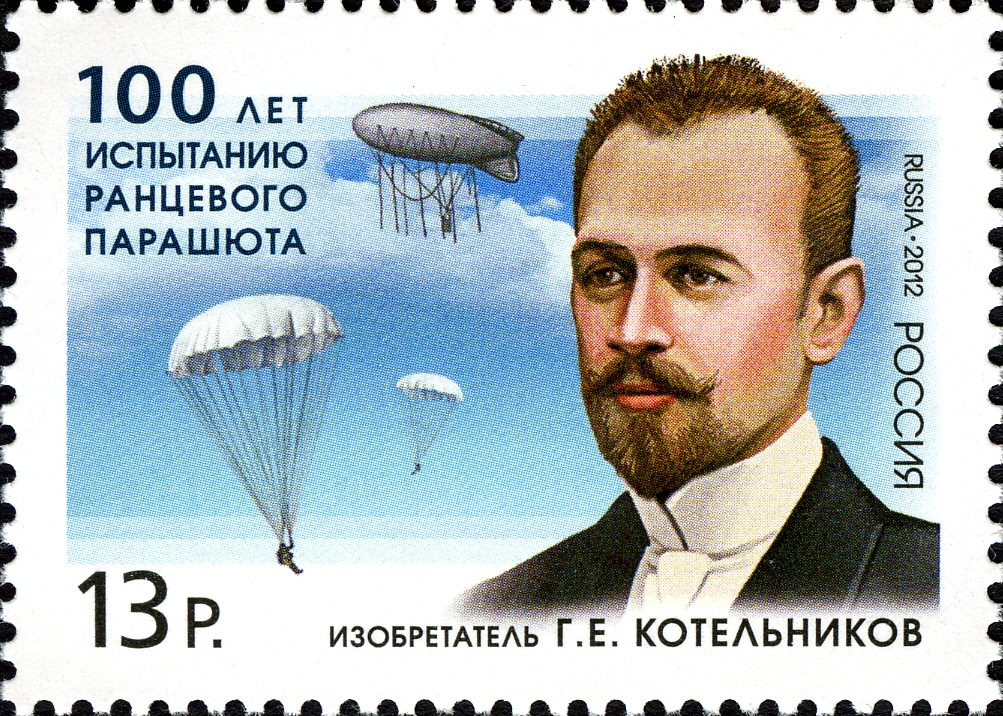
グレープ・コテルニコフ (切手 2012)

グレープ・コテルニコフ（Gleb Yevgeniyevich Kotelnikov：Глеб Евгеньевич Котельников、1872年1月30日 – 1944年11月22日）はロシアの発明家で世界初のハードケースとソフトパックでの背負い式のパラシュートを発明した。
サンクトペテルブルクに生まれた。1894年にキエフの軍学校を卒業し、1910年まで軍で働いた。1910年9月に航空ショーで、飛行機の墜落したのを見て、パラシュートの開発を始めた。初めヘルメットに収納することを考えたが、十分な大きさのパラシュートの収納ができないので、背負い式のパラシュートを開発した。最初に金属のケースの1912年に完成したモデルはRK-1と名付けた。1913年1月にコテルニコフのビジネス・パートナーのWilhelm Augustovich Lomachがパリでデモを行なうと、その年の半ばにはヨーロッパで模倣品が現れた。第1次世界大戦の間、軍から多くのRK-1の注文を受けた。さらに改良を加えより柔軟なRK-2、RK-3や荷物用のパラシュートを開発し、ソビエト空軍に採用された。